# دوشوسکی کولیبی
دوشوسکی کولیبی (به بلغاری: Dushevski kolibi) یک منطقهٔ مسکونی در بلغارستان است که در سولیوو واقع شده‌است.